# Лесогорский
Лесого́рский (до 1948 года Яски, Яаски, Яскис, фин. Jääski, швед. Jäskis) — посёлок городского типа в Светогорском городском поселении Выборгского района Ленинградской области России.

## Название
Некоторые финские исследователи предполагают, что древнее название Яскис имеет русское происхождение.
В 1948 году рабочий поселок Яаски был переименован в Лесогорск. Название было передано от села Рауту, названного ранее «дачным посёлком Лесогорское». Переименование было закреплено указом президиума ВС РСФСР от 13 января 1949 года.

## История
Впервые упоминается в тексте Ореховецкого мирного договора 1323 года, в соответствии с которым Швеции были переданы погосты (приходы) Яскис, Огреба (Эуряпя), Саволакс. После Русско-шведской войны 1741—1743 годов перешёл к России (Великое княжество Финляндское). С 1918 по 1940 годы находился в составе независимой Финляндии (волость Яаски).

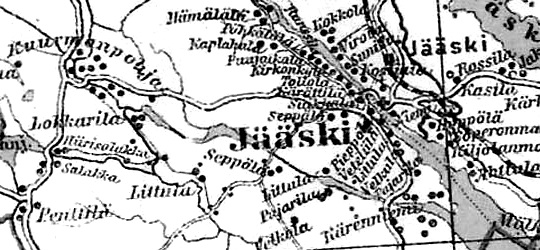
Село Яаски на финской карте 1923 года

До 1939 года село Яаски входило в состав одноимённой волости Выборгской губернии Финляндской республики.
С 1 января 1940 года по 31 октября 1944 года — рабочий посёлок Яаски в составе Карело-Финской ССР.
С 1 июля 1941 года по 31 мая 1944 года — финская оккупация.
С 1 ноября 1944 года — рабочий посёлок Яаски в составе Яскинского поссовета, административный центр Яскинского района Ленинградской области.
С 1 октября 1948 года — рабочий посёлок Лесогорский в составе Лесогорского сельсовета, административный центр Лесогорского района.
С 1 декабря 1960 года — в составе Лесогорского поссовета Выборгского района.
С 1 февраля 1963 года — в подчинении Выборгского горсовета.
С 1 января 1965 года — вновь в составе Лесогорского поссовета Выборгского района.
Согласно данным 1966 года рабочий посёлок Лесогорский находился в подчинении Выборгского райсовета.
Согласно данным 1973 года рабочий посёлок Лесогорский находился в подчинении Выборгского горсовета.
В 1990 году население рабочего посёлка составляло 4400 человек.
В 1997 году в посёлке городского типа Лесогорский Выборгского района проживали 3600 человек.
В 2007 году в посёлке Лесогорский Лесогорского ГП проживали 2800 человек, посёлок был административным центром поселения, куда входили ещё два населённых пункта — посёлок Правдино и деревня Лосево.
2 марта 2009 года в Светогорском и Лесогорском городских поселениях прошел референдум о возможности объединения территорий. Большинство жителей поселений высказались на этот вопрос положительно: в Лесогорском поселении «за» высказались 83,51 %, в Светогорском — 75,89 % участников голосования. Депутаты парламента Ленинградской области одобрили в третьем чтении объединение Светогорского и Лесогорского городских поселений в одно Светогорское городское поселение с административным центром в городе Светогорск.

## География
Посёлок расположен в северной части района на автодороге А181 (часть E 18) «Скандинавия» (Санкт-Петербург — Выборг — граница с Финляндией) в месте примыкания к ней автодороги 41К-412 (Лесогорский — Светогорск).
Расстояние до районного центра — 60 км.
В посёлке расположена железнодорожная станция Лесогорский на линии Выборг — Хийтола.
Через посёлок протекает река Вуокса. К востоку от посёлка находится озеро Лесогорское.

### Климат
| Показатель              | Янв. | Фев. | Март | Апр. | Май | Июнь | Июль | Авг. | Сен. | Окт. | Нояб. | Дек. | Год |
| ----------------------- | ---- | ---- | ---- | ---- | --- | ---- | ---- | ---- | ---- | ---- | ----- | ---- | --- |
| Средняя температура, °C | −6,6 | −6,7 | −2,6 | 3,4  | 9,9 | 14,7 | 17,4 | 15,7 | 10,5 | 4,7  | −0,2  | −3,8 | 4,8 |
| Норма осадков, мм       | 54   | 46   | 43   | 31   | 41  | 56   | 65   | 76   | 59   | 68   | 68    | 66   | 674 |
| Источник:               |      |      |      |      |     |      |      |      |      |      |       |      |     |

## Население
| 1959  | 1970  | 1979  | 1989  | 2002  | 2006  | 2009  |
| ----- | ----- | ----- | ----- | ----- | ----- | ----- |
| 5330  | ↘4938 | ↘4798 | ↘3744 | ↘3004 | ↘2800 | ↘2775 |
| 2010  | 2012  | 2013  | 2014  | 2015  | 2016  | 2017  |
| ↗3273 | →3273 | ↘3258 | ↗3283 | ↗3302 | ↘3261 | ↘3242 |
| 2018  | 2019  | 2020  | 2021  | 2023  | 2024  | 2025  |
| ↘3208 | ↘3161 | ↘3137 | ↘3074 | ↘3055 | ↘3024 | ↘3014 |

## Экономика
В 1938 году в посёлке (тогда он ещё находился в составе Финляндской республики) был построен первый в стране завод искусственного волокна. После окончания Второй мировой войны на его базе был построен номерной завод № 517 по производству вискозы (местные старожилы до сих пор называют посёлок «пятисотка»). После 1965 года завод получил название «Лесогорский завод искусственного волокна». Фактически в роли градообразующего предприятия он просуществовал до 1996 года . Сейчас на бывшей территории завода расположено несколько частных предприятий.
Работает леспромхоз. Близ посёлка — Лесогорская ГЭС, входящая в каскад Вуоксинских ГЭС.
В 2014 году компания Новые химические технологии построила в посёлке автоматизированный завод по производству средств бытовой химии площадью в 5 тысяч м2.

## Известные люди, связанные с посёлком
В 1872 году в Яаски родился Уно Тави Сирелиус, финский этнограф.
Также здесь 4 марта 1934 года родилась финская певица Лайла Халме.
Р

## Достопримечательности
Школа в церковной деревне Яаски, архитектор Яалмари Ланкинен (функционализм), в руинах.

## Отражение в культуре
В посёлке находится Лесогорский детский дом, который стал местом съёмки фильма «Итальянец» (режиссёр Андрей Кравчук). В 2006 году фильм был представлен в номинации «Оскар», получил Гран-при детского конкурса 55-го Берлинского кинофестиваля и ещё более 10 наград международных кинофестивалей. Воспитанники детского дома также участвовали в съемках.

## Фото
| - Яаски в начале XX века | - Посёлок Лесогорский. 2014 год |

## Улицы
Береговая, Березовая аллея, Брусничный проезд, Вуоксинская, Вуоксинский переулок, Выборгское шоссе, Гагарина, Генераторная, Горная, Гранитная, Детский проезд, Еловая, Еловая аллея, Железнодорожная, Заречная, Зелёный переулок, Каштановая, Ленинградская, Ленинградское шоссе, Лесная, Лесной кордон, Летний проезд, Летчиков, Линейный проезд, Луговая, Майская, Московская, Набережная, Октябрьская, Песочная, Пограничная, Подгорная, Полевой проезд, Речная, Ручейная, Садовая, Семейная, Сентябрьская, Советов, Труда, Турбинная, Школьная, Школьный переулок

## Садоводства
Химик.